# Jugoslavija na Svetovnem prvenstvu v hokeju na ledu 1974
Jugoslavija je na Svetovnem prvenstvu v hokeju na ledu 1974 B, ki je potekalo med 21. in 30. marcem 1974 v Ljubljani, s štirimi zmagami, dvema remijema in porazom osvojila drugo mesto.

## Postava
- Selektor: Anton Franzot (pomočnik Kluc)
- Igralci: Silvo Poljanšek, Janez Mlakar, Viktor Tišlar, Slavko Beravs, Bogdan Jakopič, Božidar Beravs, Gorazd Hiti, Rudi Hiti, Miroslav Lap, Vlado Jug, Tomaž Košir, Janez Petač, Sašo Košir, Boris Reno, Janez Puterle, Rudi Knez, Bogo Jan, Janez Albreht, Bojan Kumar, Roman Smolej, Miroslav Gojanović, Rašid Šemsedinović

## Tekme
| 21. marec 1974 | Jugoslavija | 10–3 | Avstrija | Hala Tivoli, Ljubljana |

| Poročilo tekme | Poročilo tekme | Poročilo tekme | Poročilo tekme | Poročilo tekme |
| -------------- | -------------- | -------------- | -------------- | -------------- |
|                |                | (1:1,3:1,6:1)  |                |                |

| 22. marec 1974 | Jugoslavija | 0–5 | ZDA | Hala Tivoli, Ljubljana |

| Poročilo tekme | Poročilo tekme | Poročilo tekme | Poročilo tekme | Poročilo tekme |
| -------------- | -------------- | -------------- | -------------- | -------------- |
|                |                | (0:2,0:2,0:1)  |                |                |

| 24. marec 1974 | Jugoslavija | 3–3 | Romunija | Hala Tivoli, Ljubljana |

| Poročilo tekme | Poročilo tekme | Poročilo tekme | Poročilo tekme | Poročilo tekme |
| -------------- | -------------- | -------------- | -------------- | -------------- |
|                |                | (0:1,1:1,2:1)  |                |                |

| 25. marec 1974 | Jugoslavija | 4–4 | Norveška | Hala Tivoli, Ljubljana |

| Poročilo tekme | Poročilo tekme | Poročilo tekme | Poročilo tekme | Poročilo tekme |
| -------------- | -------------- | -------------- | -------------- | -------------- |
|                |                | (0:1,2:2,2:1)  |                |                |

| 27. marec 1974 | Jugoslavija | 5–4 | Japonska | Hala Tivoli, Ljubljana |

| Poročilo tekme | Poročilo tekme | Poročilo tekme | Poročilo tekme | Poročilo tekme |
| -------------- | -------------- | -------------- | -------------- | -------------- |
|                |                | (1:1,2:0,2:3)  |                |                |

| 29. marec 1974 | Jugoslavija | 10–4 | Zahodna Nemčija | Hala Tivoli, Ljubljana |

| Poročilo tekme | Poročilo tekme | Poročilo tekme | Poročilo tekme | Poročilo tekme |
| -------------- | -------------- | -------------- | -------------- | -------------- |
|                |                | (4:1,3:2,3:1)  |                |                |

| 30. marec 1974 | Jugoslavija | 9–4 | Nizozemska | Hala Tivoli, Ljubljana |

| Poročilo tekme | Poročilo tekme | Poročilo tekme | Poročilo tekme | Poročilo tekme |
| -------------- | -------------- | -------------- | -------------- | -------------- |
|                |                | (4:0,1:2,4:2)  |                |                |